# Čandyr
Čandyr je řeka v Íránu a Turkmenistánu. Je 90 km dlouhá. Povodí má rozlohu 1 820 km².

## Průběh toku
Pramení v pohoří Kopetdaga. Ústí zleva do řeky Sumbar (povodí řeky Atrek).

## Vodní stav
Hlavním zdrojem vody jsou podzemní prameny a déšť, v menší míře sníh. V létě vysychá. Největší naměřený průtok činil 422 m³/s (1963).

## Využití
Využívá se na zavlažování.